# Clorur de benzoïl
El clorur de benzoïl és un clorur d'acil, un compost orgànic que resulta formalment de la substitució del grup hidroxi de l'àcid benzoic {\displaystyle {\ce {C6H5-C(=O)OH}}} per un clorur. La seva fórmula molecular és {\displaystyle {\ce {C6H5-C(=O)Cl}}}. Fou sintetitzat per primera vegada el 1832 pels químics alemanys F. Wöhler i J. von Liebig a partir de benzaldehid, essent el primer halur d'acil descobert. S'empra en síntesi orgànica per a l'obtenció de colorants, perfums, herbicides i productes farmacèutics. És un agent cancerígen.

## Història

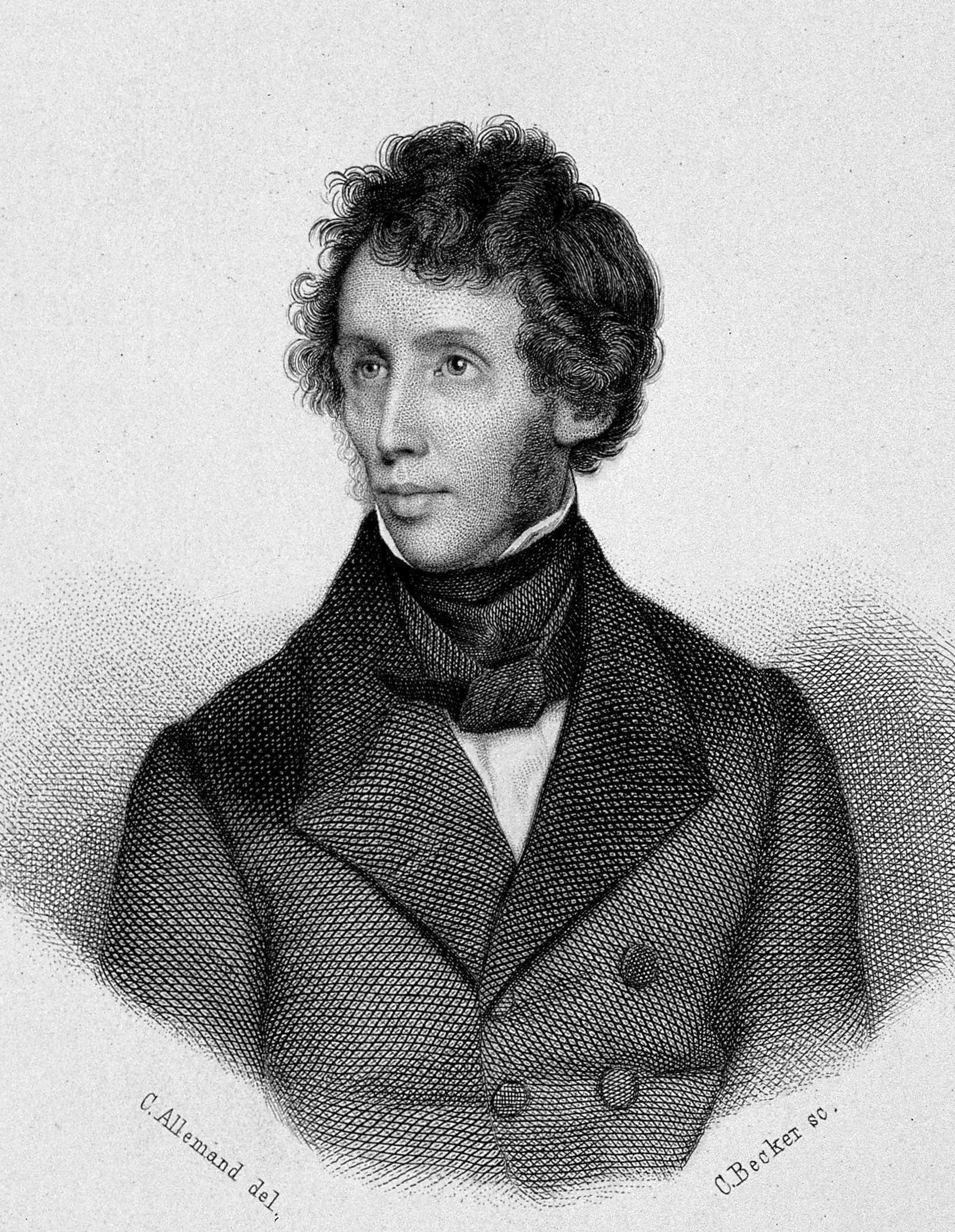
Friedrich Wöhler
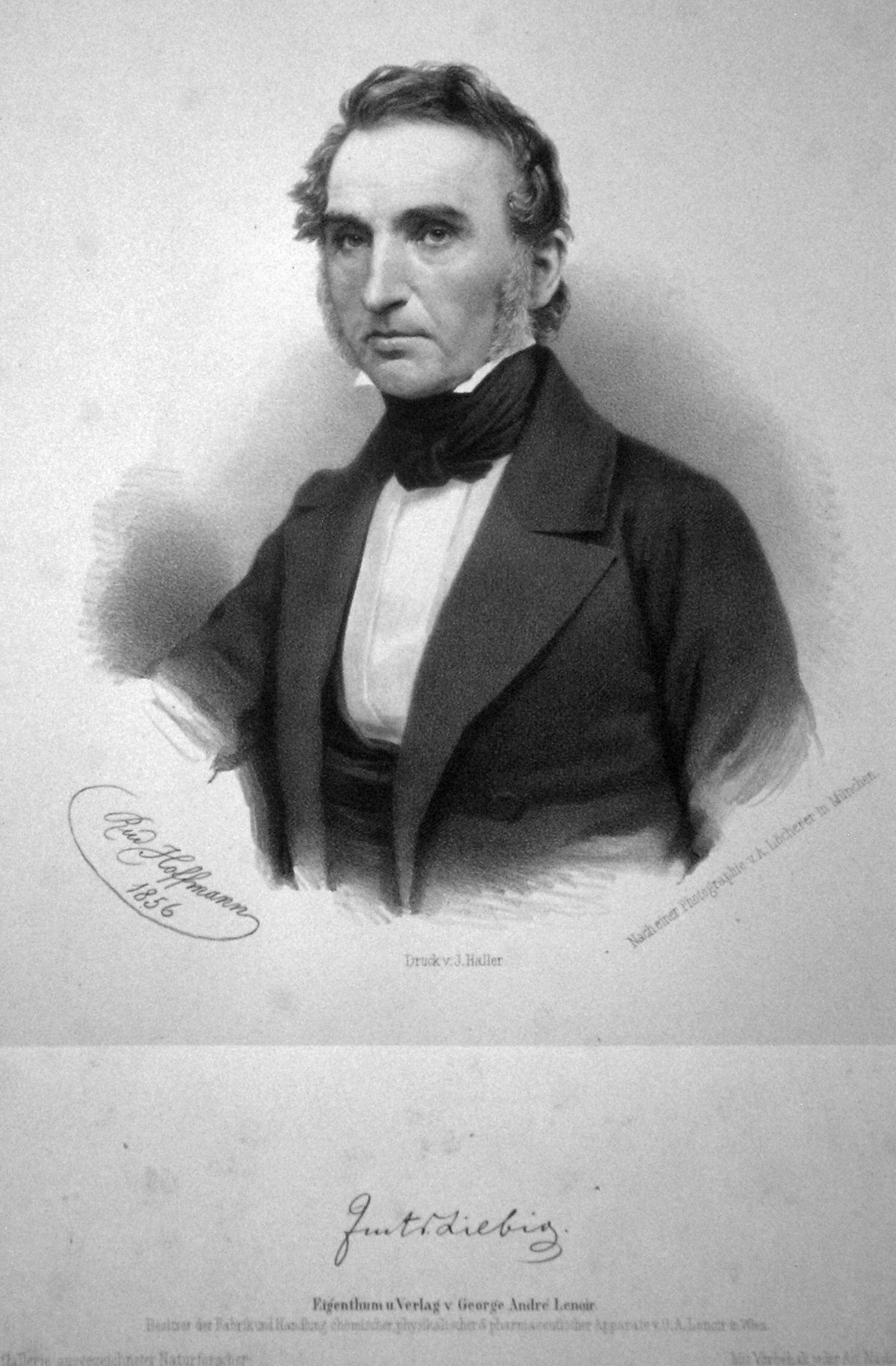
Justus von Liebig

El clorur de benzoïl fou el primer halur d'àcid carboxílic en ser sintetitzat. El 1832 els químics alemanys Friedrich Wöhler (1800–1882) i Justus von Liebig (1803–1873) l'obtingueren a partir de benzaldehid. Posteriorment, el 1843, el químic francès August André Cahours (1813–1891) el preparà mitjançant la reacció de l'àcid benzoic amb pentaclorur de fòsfor {\displaystyle {\ce {PCl5}}}.

## Propietats
El clorur de benzoïl apareix com un líquid fumant incolor amb una olor picant. El seu punt de fusió és de –0,5 °C i el d'ebullició 201 °C. La seva densitat a temperatura ambient és 1,2 g/cm³. La seva pressió de vapor és 0,7 mmHg a 25 °C. El seu índex de refracció és de 1,5537 a 20 °C. Presenta una temperatura d'autoignició de 197,2 °C i el seu punt d'inflamació és de 68−72 °C. Dins aigua i etanol no és soluble perquè reacciona. És soluble en benzè, tetraclorur de carboni i disulfur de carboni.

## Síntesi

Síntesi del clorur de benzoïl a partir del triclorofenilmetà.

Comercialment, el clorur de benzoïl es produeix a partir del triclorofenilmetà, que es pot obtenir mitjançant la cloració del toluè. Aquest procediment consumeix una gran quantitat de clor.

Síntesi del clorur de benzoïl per reacció de l'àcid benzoic amb clorur de tionil.

Un procés alternatiu utilitza àcid benzoic. Els clorurs de fòsfor o els clorurs de ferro s'utilitzen com a catalitzadors en l'etapa solvolítica d'ambdós processos. El clorur de benzoïl també es pot fer mitjançant la reacció de l'àcid benzoic amb fosgen, clorur de tionil o pentaclorur de fòsfor; cloració de benzaldehid, alcohol benzílic o benzoat de benzil; i la reacció directa del benzè amb el fosgen o la combinació de monòxid de carboni i clor.

## Aplicacions
El principal ús industrial del clorur de benzoïl és en la producció de peròxid de benzoïl. Els usos secundaris inclouen la formulació d'herbicides i la producció de fàrmacs, plastificants i perfums.